# آب‌انبار خواجه خضر
آب‌انبار خواجه خضر مربوط به دوره قاجار است و در یزد، خیابان امام خمینی، کوچه خواجه خضر، ابتدای بن‌بست ۱ واقع شده و این اثر در تاریخ ۱۴ اسفند ۱۳۸۵ با شمارهٔ ثبت ۱۷۹۰۲ به‌عنوان یکی از آثار ملی ایران به ثبت رسیده است.